# Detroit Lions
Detroit Lions je momčad američkog nogometa iz Detroita u Michiganu. Osnovani su 1929. u Portsmouthu u Ohiju pod imenom Portsmouth Spartans. Dosad su osvojili 4 naslova prvaka, sva četiri u eri prije Super Bowla. Natječu se u sjevernoj diviziji NFC konferencije. Od sezone 2002. svoje domaće utakmice igraju na stadionu Ford Field.

## Povijest kluba

### Počeci u Portsmouthu i preseljenje u Detroit
Portsmouth Spartansi postali su član NFL lige 1930. U toj ligi je Portsmouth bio drugi najmanji grad (manji je bio samo Green Bay). Već u svojoj drugoj sezoni, Spartansi su bili izjednačeni na prvom mjestu s Chicago Bearsima po broju pobjeda, te se između njih odigrala utakmica za odluku o prvaku. Tu je utakmicu Chicago dobio 9:0, a ona se smatrala prvom utakmicom doigravanja u povijesti lige (iako to zapravo nije bila). Od iduće sezone NFL liga dijeli klubove u dvije konferencije (istočnu i zapadnu) čiji pobjednici igraju utakmicu za naslov. Iako su i dvije iduće sezone bile rezultatski uspješne, klub je imao financijskih problema te ga 1934. kupuju poslovni ljudi iz mnogo većeg grada, Detroita. Klub se seli iz Portsmoutha i mijenja ime u Detroit Lions.

### Četiri naslova prvaka 1935. – 1957.
Već 1935. Lionsi osvajaju svoj prvi naslov, pobjedom nad New York Giantsima 26:7. Do kraja desetljeća nastavljaju s dobrim igrama, ali u 1940-ima uspijevaju završiti samo dvije sezone s pobjedničkim omjerom. 
50-e su bile najbolje desetljeće u povijesti za Lionse. Niz loših sezona se prekida 1952. kad osvajaju konferenciju s 9 pobjeda (koliko su imali i Los Angeles Ramsi, koje Lionsi pobjeđuju u utakmici za prvaka divizije). U finalu ih čeka druga vrhunska momčad 50-ih, Cleveland Brownsi. U prvom od ukupno 4 njihova finala između 1952. i 1957. Lionsi odnose pobjedu rezultatom 17:7. Godinu kasnije, Lionsi predvođeni quarterbackom Bobbyjem Layneom i drugi put pobjeđuju Brownse, ovaj put u puno neizvjesnijoj utakmici, sa 17:16. 1954. Brownsi konačno uzvraćaju Lionsima. Lionsi osvajaju konferenciju, ali u finalu gube od Brownsa čak 56:10. Posljednji njihov okršaj bio je 1957. Ovaj put Cleveland Brownsi teško stradavaju s 59:14 i Lionsi osvajaju svoj četvrti i posljednji naslov prvaka. 
1958. je bila prekretnica za Lionse. Nakon sezone sa samo tri pobjede, Lionsi razmjenjuju Bobbyja Laynea u Pittsburgh. Layne, ljut zbog razmjene "proklinje" Detroit Lionse izjavom da neće pobijediti u idućih 50 godina. Do danas, više od 50 godina kasnije, Lionsi nisu osvojili prvenstvo, a pobijedili su u samo jednoj playoff utakmici.

### 1958. – 1988.
Do početka 80-ih, Lionsi nemaju zapažene uspjehe. Unatoč nekoliko dobrih sezona, u doigravanje ulaze samo 1970. gdje ispadaju već u prvoj rundi od Dallas Cowboysa.
Sezona 1971. u povijesti Lionsa će ostati zapamćena po tragediji koja se dogodila na domaćoj utakmici protiv Chicago Bearsa. Wide receiver Lionsa Chuck Hughes pretrpio je srčani udar i preminuo na terenu. Do danas je to jedini takav slučaj u povijesti lige.
Nakon zbog štrajka skraćene sezone 1982., Lionsi po prvi put u 12 godina ulaze u doigravanje gdje bivaju izbačeni od kasnijih prvaka Washington Redskinsa nakon poraza 31:7. Iduće godine osvajaju diviziju po prvi put od njihovog zadnjeg osvajanja naslova prvaka 1957. Ovaj put ih u divizijskoj rundi doigravanja pobjeđuju San Francisco 49ersi.

### Ponovno u doigravanju
1990-e Detroit Lionsima donose novi uzlet, i to na krilima jednog od najboljih running backova u povijesti, Barryja Sandersa. Sanders je bio prvi izbor Lionsa na draftu 1989. (treći ukupno). U svoje prve dvije sezone odmah je bio izabran i u Pro Bowl i za najboljeg igrača lige na svojoj poziciji (All-Pro), ali to Lionsima nije bilo dovoljno za uspjeh. 
Taj uspjeh dolazi 1991. godine kada Lionsi osvajaju diviziju s 12 pobjeda. U svojoj jedinoj pobjedi u doigravanju od 1957. do danas, Lionsi nadmoćnom pobjedom nad Dallas Cowboysima quarterbacka Troya Aikmana ulaze u konferencijsko finale gdje gube od Washington Redskinsa 41:10 (koji kasnije postaju prvaci). Do kraja 90-ih ulaze u doigravanje još pet puta, svaki put gubeći u prvoj utakmici (od toga dvaput od svojih divizijskih rivala, Green Bay Packersa). Sanders 1997., zajedno s quarterbackom Packersa Brettom Favreom, osvaja titulu najvrijednijeg igrača lige (MVP) nakon što je imao 2053 jarda probijanja u sezoni (drugi najbolji rezultat u povijesti).

### Od 2000. do danas
Novo tisućljeće Lionsima donosi možda i najgore rezultate u povijesti. U sezonama 2001. do 2003. ne dobivaju ni jednu utakmicu u gostima, a 2008. ostvaruju neslavni rekord lige sa svih 16 poraza u sezoni. Iduće sezone zato imaju prvi izbor ukupno na draftu kojim biraju quarterbacka Matthewa Stafforda. Stafford, zajedno s wide receiverom Calvinom Johnsonom (rekorderom lige po broju uhvaćenih jarda dodavanja iz 2012. godine s 1964 jarda) i defensive tackleom Ndamukongom Suhom čini jezgru današnje momčadi Lionsa.

## Učinak po sezonama od 2008.
| Sezona | Liga | Konferencija | Divizija | Regularni dio sezone | Regularni dio sezone | Regularni dio sezone | Regularni dio sezone | Uspjeh u doigravanju       |
| Sezona | Liga | Konferencija | Divizija | Poz.                 | Pob.                 | Por.                 | Ner.                 | Uspjeh u doigravanju       |
| ------ | ---- | ------------ | -------- | -------------------- | -------------------- | -------------------- | -------------------- | -------------------------- |
| 2008.  | NFL  | NFC          | Sjever   | 4.                   | 0                    | 16                   | 0                    |                            |
| 2009.  | NFL  | NFC          | Sjever   | 4.                   | 2                    | 14                   | 0                    |                            |
| 2010.  | NFL  | NFC          | Sjever   | 3.                   | 6                    | 10                   | 0                    |                            |
| 2011.  | NFL  | NFC          | Sjever   | 2.                   | 10                   | 6                    | 0                    | poraženi u wild-card rundi |
| 2012.  | NFL  | NFC          | Sjever   | 4.                   | 4                    | 12                   | 0                    |                            |
| 2013.  | NFL  | NFC          | Sjever   | 3.                   | 7                    | 9                    | 0                    |                            |
| 2014.  | NFL  | NFC          | Sjever   | 2.                   | 10                   | 6                    | 0                    | poraženi u wild-card rundi |
| 2015.  | NFL  | NFC          | Sjever   | 3.                   | 7                    | 9                    | 0                    |                            |
| 2016.  | NFL  | NFC          | Sjever   | 2.                   | 9                    | 7                    | 0                    | poraženi u wild-card rundi |
| 2017.  | NFL  | NFC          | Sjever   | 2.                   | 9                    | 7                    | 0                    |                            |
| 2018.  | NFL  | NFC          | Sjever   | 4.                   | 6                    | 4                    | 10                   |                            |